# Pseudospermus viridescens
Pseudospermus viridescens là một loài bọ cánh cứng trong họ Cerambycidae.